# Bélgica en los Juegos Paralímpicos de Pyeongchang 2018
Bélgica estuvo representada en los Juegos Paralímpicos de Pyeongchang 2018 por dos deportistas, un hombre y una mujer.

## Medallistas
El equipo paralímpico belga obtuvo las siguientes medallas:
| Nombre       | Deporte      | Evento                                |
| ------------ | ------------ | ------------------------------------- |
| Oro          |              |                                       |
| —            |              |                                       |
| Plata        |              |                                       |
| —            |              |                                       |
| Bronce       |              |                                       |
| Eléonor Sana | Esquí alpino | Descenso discapacidad visual femenino |